# August Hennings

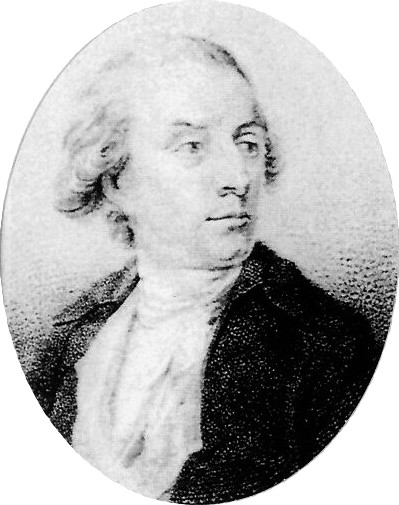
August Adolph von Hennings; Gemälde von Jens Juel, 1780

August Adolph Hennings, später von Hennings (* 19. Juli 1746 in Pinneberg; † 17. Mai 1826 in Rantzau), war ein dänisch-schleswig-holsteinischer Politiker, Publizist und Schriftsteller der Aufklärungszeit, der „eigentliche Apostel der Aufklärung in den Herzogtümern“.

## Leben

### Jugend und Familie
August Hennings stammte aus einer aus Dithmarschen gebürtigen Juristenfamilie. Seine ältere Schwester Sophia (1742–1817) war mit dem Arzt Johann Albert Heinrich Reimarus verheiratet.
Nach dem Besuch des Christianeums in Altona und dem Studium der Rechte in Göttingen promovierte er bereits 1766 zum Doctor iuris utriusque. Während seiner Studienzeit kam er in Kontakt mit den Schriften Rousseaus und Voltaires. Über seinen früheren Hauslehrer und späteren Schwager, Lucas Zabel, freundete er sich mit Ernst Heinrich von Schimmelmann, dem Sohn des dänischen Schatzmeisters Heinrich Carl von Schimmelmann, an und ging 1767 gemeinsam mit ihm nach Kopenhagen. In dieser Zeit lernte er auch Friedrich Gottlieb Klopstock kennen.

### Im dänischen Dienst
Unter Johann Friedrich Struensee erhielt Hennings 1770 sein erstes Amt als Verwalter von Antvorskov Sogn bei Slagelse auf Seeland und wenig später den Rang eines „Wirklichen Kammersekretärs“ in Kopenhagen. Nach Struensees Sturz 1772 reiste er mit der dänischen Gesandtschaft nach Berlin an den Hof Friedrichs II., wo er sich mit Moses Mendelssohn anfreundete, und nach Dresden. 1776 kehrte er nach Kopenhagen zurück. Dort stieg er bis 1783 bis zum Kammerherrn auf. Er wurde mit der Überwachung der Industrie beauftragt und war Mitglied der Handelskammer, der Heinrich von Schimmelmann vorstand. Trotz seiner Bekanntschaft mit dem einflussreichen Ove Høegh-Guldberg erhielt er wegen seiner aufklärerischen Ansichten kein höheres Staatsamt.
Ab 1780 führte Ernst Schimmelmanns durch seine mit Friedrich Karl Reventlow verheiratete Schwester Julia motivierte Zuwendung zum politisch konservativen und theologisch orthodoxen Emkendorfer Kreis zur Entfremdung der Freunde. Hennings wandte sich der Schriftstellerei zu. 1780 heiratete er Eleonore von Krabbe (1761–1847), die Tochter des dänischen Marineministers Frederic Michael Krabbe. Im selben Jahr veröffentlichte er sein – nach einigen Schriften zur Nationalökonomie – erstes Werk, das Versepos Olavides, in dessen Anhang Hennings die Grausamkeit der Eroberung Südamerikas durch die Spanier und der Inquisition mit dem fortschrittlichen Kontinentalkongress der Neuenglandstaaten verglich. Gegen dieses Buch erhob sich Protest seitens der Kirche.

### Über die wahren Quellen des Nationalwohlstandes
Im Jahr 1784 nahm der der Aufklärung nahestehende Kronprinz Friedrich die Macht im dänischen Gesamtstaat selbst in die Hand und entließ Guldberg, der im Namen des geistig beeinträchtigten Königs Christian VII. regiert hatte. Auch etliche andere Regierungsmitglieder, darunter Hennings, wurden ihres Amts enthoben, Ernst Schimmelmann dagegen wurde Finanzminister. Hennings verließ mit seiner Familie Kopenhagen. Während der nächsten drei Jahre lebte er in Schleswig.
In dieser Zeit erschien – neben einem vierbändigen Werk über die europäischen Kolonien in Ostindien – Über die wahren Quellen des Nationalwohlstandes (Leipzig 1785). Im Gegensatz zu Adam Smiths Der Wohlstand der Nationen sah Hennings den Wohlstand nicht im Merkantilismus begründet, sondern in erster Linie in Moral und Religion. Auf seinen Reisen im Auftrag der dänischen Krone durch Schweden hatte er erkannt, dass sowohl Leibeigenschaft, als auch übergroßer Einfluss des Adels sich negativ auf den Wohlstand des Volkes auswirkten, während Freiheit und Gleichheit aller Stände, geschützt von einer bürgerlichen Verfassung, die Kräfte aller Bürger zum Nutzen der Mitmenschen freisetzten. Hennings ging jedoch davon aus, dass sich der allgemeine Wohlstand nicht ohne obrigkeitliches Mitwirken durchsetzen lasse. Eine weise Regierung, worunter er sich nur eine Monarchie vorstellen konnte, müsse dafür sorgen, „daß alle Menschen, die an Geist und Körper gesund sind, Gewerbe finden, die ihnen bequemen Unterhalt schaffen; daß für alle nützlichen Gewerbe sich Bearbeiter finden, daß kein Gewerbe mehr Menschen in Beschäftigung setzt, als notwendig ist, es zu betreiben …“

### Amtmann in Plön
1787 wurde Hennings zum Amtmann der Ämter Plön und Ahrensburg. Damit repräsentierte er die absolute Herrschaft des dänischen Königs. Er lebte in einem Seitenflügel des Plöner Schlosses, in dem sonst nur der geistig behinderte Herzog Peter Friedrich Wilhelm von Oldenburg wohnte. Obwohl er sich in seinen Schriften stets sehr um das Volkswohl sorgte, fand er in Plön keinen Zugang zur Bevölkerung.
Die Französische Revolution begrüßte er wie die meisten der Aufklärung Zugeneigten zunächst begeistert. Im Jahr 1792 verglich er die „Reinigung der Kirchenlehren und Sitten aus der großen Revolution des 16. Jahrhunderts“ mit der „Reinigung politischer Grundsätze und Sitten[, die] aus den itzigen Revolutionen hervorgehen“. Gleichzeitig sprach er sich aus Abscheu gegen die Gewaltherrschaft der Jakobiner gegen die Vereinsfreiheit aus. Er nahm französische Emigranten auf, darunter die Frau des Generals La Fayette. Für seine Schrift Vorurtheilsfreie Gedanken über Adelsgeist und Aristocratism, in der er die schädliche Wirkung des Adels als überflüssiger Zwischenschicht zwischen König und Volk darstellte und freien Zugang zu Bildung und Ämtern für alle forderte, erhielt er außer anonymen Gegenschriften sogar eine Duellforderung.

#### Zeitschriften
1792 gründete Hennings gemeinsam mit Johann Heinrich Voß das Schleswigsche Journal, in dem auch eine Übersetzung der Marseillaise erschien. In verschiedenen Aufsätzen wurde besonders die Rolle des Aristokraten behandelt, der im Gegensatz zum Demokraten stets negativ und egoistisch beurteilt wurde. Die Zeitschrift wurde im folgenden Jahr verboten. Allerdings gingen die Bestrebungen dazu nicht von der dänischen Regierung aus, die Pressefreiheit gewährte, sondern von niedersächsischen Fürsten.
Im folgenden Jahr begann Hennings mit der Herausgabe einer neuen Monatsschrift, die bis 1802 in Altona erschien: Der Genius der Zeit (Titel der letzten beiden Jahrgänge: Genius des 19. Jahrhunderts). Darin verbreitete er seine rationalistische Tugendlehre, die am Guten in allen Menschen festhält, ohne sich etwa in der Beurteilung der Rolle der Religion festzulegen. Es erschienen beispielsweise eine Auseinandersetzung mit Kants Metaphysik der Sitten und wohlwollende Berichte über die Abschaffung der katholischen Kirche in Frankreich – während gleichzeitig die religiöse Toleranz in den Niederlanden gelobt wurde. Neben Johann Heinrich Voß steuerten auch Adolph Freiherr Knigge und Hennings’ Schwager Samuel Reimarus Beiträge bei. Goethe dagegen verspottete Hennings in seinen Xenien und in der Walpurgisnacht als naiven Optimisten.
1795 gründete Hennings zwei weitere Journale, die Annalen der leidenden Menschheit, die bis 1801 erschienen und sowohl medizinische als auch politische Artikel enthielten, und 1798 und 1799 den Musaget (= Musenführer) mit schöngeistig-literarischem Inhalt.

#### Streit mit Matthias Claudius
Schon auf die Ankündigung des Genius der Zeit reagierte der der Aufklärung kritisch gegenüberstehende Matthias Claudius mit der Befürchtung, darin würde die Autorität des Königs untergraben. Es folgte eine mehrjährige scharfe Auseinandersetzung. Als 1798 im Zusammenhang der Einführung der neuen Kirchenagende des Generalsuperintendenten Adler eine anonyme Schrift des Friedrich von Stolberg erschien, vermutete Hennings in dessen Verfasser Claudius, was zu einem weiteren erbitterten Schriftenwechsel führte. In Einladung zur Aufmerksamkeit auf einen geheimen, und iezt vielleicht noch allgemein unerkannt gebliebenen Grund der Agenden Streitigkeiten in den Herzogthümern Schleswig und Holstein wähnte er sich gar einem Adelskomplott auf der Spur, als dessen Werkzeug er Asmus sah.

### Administrator in Rantzau
1808 nutzte Hennings seinen inzwischen guten Kontakt zum Kronprinzen, um Plön verlassen zu können, und übernahm die Stelle des dänischen Administrators der Grafschaft Rantzau mit Sitz auf der Schlossinsel (Barmstedt). Dort verfasste er Die Deutschen dargestellt in der frühesten Vorzeit, aus den dürftigen Quellen der Geschichte und weit umfassenden Taten, ein Versuch, die Geschichte der Germanen aus den Werken antiker Schriftsteller zu rekonstruieren. Im Jahr 1815 wurde er zum Ritter des Dannebrogordens und Freiherrn ernannt.

### Familie
Mit seiner Frau Eleonore von Krabbe hatte Hennings acht Kinder, von denen die jüngste Tochter Louise den späteren Hamburger Bürgermeister Friedrich Sieveking heiratete. Über die älteste Tochter Cäcilie ist er Großvater des Historikers Wilhelm Wattenbach. Seine zweite Tochter Sophie (1787–1876) heiratete Christian August von Rumohr auf Gut Rundhof.

## Werke (Auswahl)
- Olavides. Herausgegeben und mit einigen Anmerkungen über Duldung und Vorurteile begleitet von August Hennings. Godich, Kopenhagen 1779 – Volltext (SLUB Dresden).
- Sammlung aller Streitschriften, so das Buch Olavides in Dännemark veranlaßt hat. Eine Beylage zum Olavides. Proft, Kopenhagen 1780.
- Über die wahren Quellen des Nationalwohlstandes, Freiheit, Volksmenge, Fleiß, im Zusammenhange mit der moralischen Bestimmung der Menschen und der Natur der Sachen. Kopenhagen / Leipzig 1785; Textarchiv – Internet Archive.
- Meine Duellgeschichte. Zur Berichtigung der Wahrheit und zum reifen Nachdenken über Duelle überhaupt denkenden Männern vorgelegt / von August Hennings Königlich dänischem Kammerherrn. Altona 1795, (Google).
- Die Deutschen dargestellt in der frühesten Vorzeit, aus den dürftigen Quellen der Geschichte und weit umfassenden Taten. Altona 1819, (Google).
- Versuch einer Ostindischen Literaturgeschichte, nebst einer kritischen Beurtheilung der Aechtheit der Zend-Bücher, Carl Ernst Bohn, Hamburg und Kiel, 1786; Textarchiv – Internet Archive.
- August Hennings Philosophische und Statistische Geschichte des Ursprungs und des Fortgangs der Freyheit in Engeland, Christian Gottlob Prost, Kopenhagen, 1783; Textarchiv – Internet Archive.
- Vorurtheilsfreie Gedanken über Adelsgeist und Aristokratism. 1792; digitale-sammlungen.de

### Herausgeber
- Annalen der leidenden Menschheit in zwanglosen Heften (ohne weitere Angaben). 1799; Textarchiv – Internet Archive.
- Genius der Zeit: ein Journal, 1.1794-21.1800, BSB
- Der Genius des neunzehnten Jahrhunderts. Fortsetzung von Genius der Zeit, 1. 1801 - 6.. 1802, Ernst Friedrich Hammerich, Altona, UB Bielefeld.